# Casteil
Casteil (katalanisch Castell de Vernet) ist eine französische Gemeinde mit 140 Einwohnern (Stand 1. Januar 2022) im Département Pyrénées-Orientales in der Region Okzitanien. Sie gehört zum Arrondissement Prades und zum Kanton Le Canigou.

## Geografie
Das Gemeindegebiet wird vom Fluss Cady durchquert.

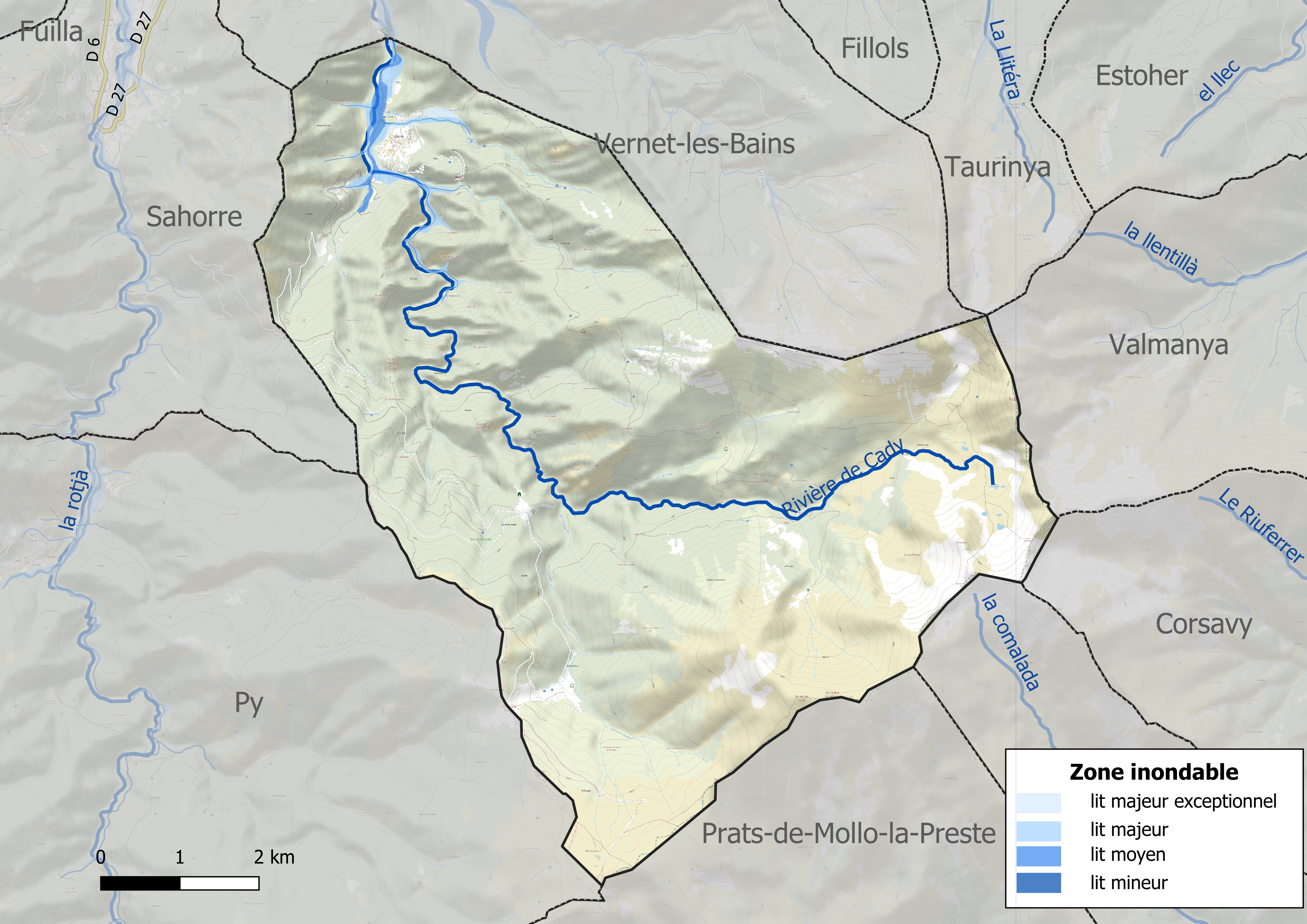
Karte von Casteil

### Nachbargemeinden
Nachbargemeinden von Casteil sind Vernet-les-Bains im Norden, Taurinya im Nordosten, Valmanya im Osten, Corsavy und Le Tech im Südosten, Prats-de-Mollo-la-Preste im Süden, Py im Südwesten sowie Sahorre  im Westen.

## Bevölkerungsentwicklung
| Jahr      | 1962 | 1968 | 1975 | 1982 | 1990 | 1999 | 2013 |
| Einwohner | 76   | 59   | 50   | 52   | 102  | 130  | 134  |

## Sehenswürdigkeiten
- Abbaye Saint-Martin du Canigou
- Kirche Saint-Martin
- Kirche Saint-Martin-le-Vieux

## Persönlichkeiten
- Wilfried II. (um 970–1050), Graf von Cerdanya, Gründer der Abtei